# Zygonemertes cocacola
Zygonemertes cocacola är en djurart som tillhör fylumet slemmaskar, och som beskrevs av Corrêa 1961. Zygonemertes cocacola ingår i släktet Zygonemertes och familjen Amphiporidae. Inga underarter finns listade i Catalogue of Life.